# 砂利鉄道
砂利鉄道とは、砂利の貨物輸送を主目的に敷設された鉄道の通称。
日本では20世紀初頭から1960年代頃まで、首都圏などに多く存在していたものの、1964年（昭和39年）に川砂利の採掘が全面的に禁止されたため、今では鉄道による川砂利の輸送は行われておらず、現存しない。

## 歴史
砂利鉄道の成立（1900-10年代）
20世紀初頭において、河川敷で採掘した砂利を建築材料などとして活用するために大都市の中心部まで輸送することは重要だった。これは、 首都圏などで鉄道が新たに建設される大きな目的の一つとなった。特に東京の都心に近い多摩川においては砂利の採掘とその鉄道貨物輸送が活発に行われ、その最も初期の代表例が1908年に開業した東急玉川線などである。
砂利鉄道の発展と砂利採掘の規制（1920-40年代）
砂利採掘の機械化と鉄道による大量輸送により、首都圏の砂利鉄道は大正末期から昭和初期にかけて盛んになった。その反面で、砂利の採掘は川に様々な悪影響を及ぼした。堤防の破壊、河床面の低下による橋梁基礎の露出と危険、水質の汚染などである。その根本的な原因は、砂利の採掘量が上流からの供給量を上回っていた点にあったという。このため、多摩川などでは下流地域から順次、砂利採掘の規制が行われ始めた。
砂利鉄道の終焉（1950-60年代）
第二次世界大戦を経て、戦後に砂利の採掘は再び活発になったものの、その制限は強化されるようになった。そして、1964年に、多摩川、相模川、入間川、荒川などの砂利採掘は全面的に禁止されるようになり、砂利鉄道もその役目を終えることとなった。一方、東京郊外の宅地化が進行して、通勤客などの輸送量は増大し続けた。かつて砂利の貨物輸送のために建設された鉄道は、多くの沿線住民が利用する通勤路線として発展し、その姿を大きく変えることになった。
現在
南武線 、青梅線、 相模鉄道などは、砂利鉄道を主な起源とするものの、現在は通勤路線として活躍している。また廃止された砂利鉄道の廃線跡は、サイクリングロードや遊歩道などとして整備され、地元民に親しまれているところもある。

## 砂利鉄道の例

### 関東地方
思川
- 乙女人車軌道（→乙女砂利専用鉄道→大正砂利）

入間川
- 西武安比奈線
- 埼玉県営鉄道

多摩川
- 南武鉄道（現・JR南武線）
- 五日市鉄道（現・JR五日市線）
- 下河原線[5]
- 西武多摩川線
- 京王相模原線
- 東急玉川線・砧線[6]

相模川
- 相模鉄道（現・JR相模線）
- 神中鉄道（現・相模鉄道）